# 雷卡什
雷卡什是羅馬尼亞的城鎮，位於該國西部，距離首府蒂米什瓦拉22公里，由蒂米什縣負責管轄，面積229.88平方公里，海拔高度106米，2007年人口8,289，大多數居民信奉東正教。